# CSM Pașcani
CSM Pașcani ist ein rumänischer Fußballverein aus Pașcani, Kreis Iași. Er spielt seit 1990 in der Liga III. Insgesamt 25 Jahre gehörte der Klub der zweiten rumänischen Fußballliga an und stand in der Saison 1987/88 im Viertelfinale um den rumänischen Pokal.

## Geschichte
CSM Pașcani wurde im Jahr 1921 als CFR Pașcani gegründet. In jener Zeit konnte sich CFR in der Region Iași nicht für die Endrunde um die rumänische Fußballmeisterschaft qualifizieren. Erstmals spielte der Klub in der Saison 1934/35 überregional in der neu gegründeten Divizia B. Zuvor hatte er seinen Namen in Unirea CFR Pașcani geändert. In den folgenden Jahren gelang die abermalige Qualifikation zur zweiten Liga nicht. In der zur damaligen Zeit nur sporadisch ausgetragenen Divizia C war Unirea CFR mit von der Partie, konnte sich jedoch nur am Tabellenende platzieren.
Als Verein der rumänischen Eisenbahngesellschaft Căile Ferate Române änderte der Klub Anfang der 1950er-Jahre seinen Namen in Locomotiva Pașcani. Die Spielzeit 1956 schloss er auf dem zweiten Platz seiner Staffel der Divizia C hinter Recolta Fălticeni ab und verpasste die Rückkehr in die Divizia B um einen Punkt. Dies wurde zwei Jahre später nachgeholt, nachdem der Klub im Jahr 1958 wieder auf seinen ursprünglichen Namen CFR Pașcani übergegangen war. Der Divizia B gehörte CFR zehn Jahre lang ununterbrochen an und kämpfte dabei meist um den Klassenverbleib. Bestes Ergebnis der 1960er-Jahre war ein vierter Platz in der Spielzeit 1962/63.
Nach dem Abstieg 1969 kehrte CFR bereits ein Jahr später in die Divizia B zurück. Wie in den Jahren zuvor stand der Kampf gegen den Abstieg im Vordergrund. Nach acht Jahren folgte der abermalige Abstieg. Diesmal gelang nicht die sofortige Rückkehr. Als Zweitplatzierter seiner Staffel hinter CS Botoșani blieb der Verein in der Divizia C. Nachdem auch in der Saison 1981/82 knapp der Aufstieg verpasst worden war, gelang im Jahr 1984 die Rückkehr. Der Klub konnte sich erneut mehrfach im Mittelfeld der Divizia B platzieren. Der größte Erfolg jener Zeit gelang im rumänischen Pokal in der Spielzeit 1987/88. Nach Siegen gegen Flacăra Moreni und FC Olt Scornicești zog CFR ins Viertelfinale ein, schied dort aber gegen AS Victoria Bukarest aus.
Nachdem erneuten Abstieg 1990 spielte CFR zunächst um den Wiederaufstieg mit und konnte die Saison 1991/92 gar als Erster seiner Staffel abschließen. Bedingt durch eine Ligenreform blieb dem Verein jedoch der Aufstieg verwehrt. Die folgenden Jahre gestalteten sich wechselhaft. Mit der Spielzeit 2000/01 konnte CFR den Abstiegskampf hinter sich lassen und verpasste hinter Petrolul Moinești den Aufstieg eben so knapp wie fünf Jahre später hinter Politehnica II Iași. Im Jahr 2009 änderte der Verein seinen Namen in CSM Pașcani und spielt seit nunmehr 21 Jahren ununterbrochen in der Liga III.

## Erfolge
- Viertelfinale im rumänischen Pokal: 1988
- Aufstieg in die Divizia B: 1959, 1970, 1984